# Чепурова, Ольга Александровна
О́льга Алекса́ндровна Чепу́рова (Чепурова-Лесная; 20 февраля 1925, Томск — 7 января 1959, Москва) — советская телеведущая.
Ольга Чепурова наряду с Ниной Кондратовой была одной из первых советских телеведущих.

## Биография
Родилась 20 февраля 1925 года в Томске.
Окончила после войны актёрский факультет ВГИКа, довольно много снималась в кино в эпизодических ролях.
Работала в Театре киноактёра.
Затем успешно прошла конкурс на должность диктора и с 1952 года стала работать на телевидении.

Телезрители любили Олю Чепурову — за русскую красоту, за косы, уложенные вокруг головы, за теплоту и душевность, которые она излучала. На экране Оля словно светилась…— из воспоминаний В. М. Леонтьевой

Когда я пришла на ТВ, дикторами были Нина Кондратова, Валя Леонтьева, на короткое время вернулась Оля Чепурова, такая красивая, с косой. У неё был туберкулез, мы долго выясняли, можно ли ей работать, протирали микрофон. Она проработала очень недолго и вскоре умерла.— из воспоминаний М. Эскиной.
Скончалась на 34-м году жизни от туберкулеза 7 января 1959 года.
Похоронена на 32-м участке Ваганьковского кладбища.

## Творчество

### Фильмография
- 1939 — Василиса Прекрасная — эпизод (нет в титрах)
- 1946 — Глинка — крепостная Глинок (нет в титрах)
- 1947 — Сельская учительница — ученица десятого класса
- 1952 — Садко — эпизод (нет в титрах)
- 1954 — Верные друзья — эпизод (нет в титрах)

### Озвучивание
- 1952 — Аленький цветочек — Гордея (нет в титрах)